# 飛驒川巴士墜落事故
飛驒川巴士墜落事故（日语：飛騨川バス転落事故），發生於1968年（昭和43年）8月18日，兩輛觀光巴士在岐阜縣加茂郡白川町的國道41號，遭山坡崩落的土石捲入公路旁的飛驒川內，造成104人死亡、3人受傷。此事故為日本史上死亡人數最多的巴士事故。

## 概要

### 出發
在愛知縣名古屋市，有一家以社區主婦為對象發行的免費報《太太雜誌》（奥様ジャーナル）主辦團體一日旅遊活動，在盂蘭盆節連假的週末到乘鞍岳看日出、北阿爾卑斯賞景，以及小京都之一的高山市觀光。報名人數超出主辦單位預期，有750人以上報名參加，主辦單位及協辦的名鐵觀光服務有限公司因此協調四家遊覽公司出車，一共包下15輛巴士。
8月17日（週六）晚上，巴士在名古屋市各社區接駁參加者上車，到愛知縣犬山市的成田山名古屋別院大聖寺集合，於22時10分出發，沿國道41號行駛，預定在18日（週日）上午4點30分抵達乗鞍岳。此次旅遊活動共725人成行上車，司機、導遊及主辦單位的工作人員共48人，合計773人的浩大旅遊團。
由於17日受到在日本海的熱帶風暴寶麗影響，岐阜地方的氣象台於上午8時30分發出大雨、洪水與雷雨注意報，直到17時15分解除。主辦單位《太太雜誌》的社長於19時打電話向氣象台洽詢後，決定活動照常進行。但當天20時，氣象台再度發佈注意報、22時30分提升為警報。不過在通訊不發達的1960年代，難以掌握即時天氣變化的預報，且為避免打擾到在車上睡眠的旅客，巴士駕駛員也無法使用收音機收聽天氣資訊。

### 折返
車隊出發後，於22時30分行經美濃加茂市時開始遇到每小時降雨量達50毫米的大雷雨，23時33分到達益田郡金山町（今 下呂市）國道41號76.5公里處中途休息，從對向來車得知78公里處發生坍方，主辦單位與司機和導遊協調，決定行程延後一週，車隊先行返回名古屋，此一抉擇卻導致旅遊團進入當時國道41號最危險的路段。
18日0時5分，車隊分為兩批，第一批是岡崎觀光汽車所屬的1號車至7號車共6輛（4為缺號），第二批是其他公司的8號車至16號車共9輛，在豪雨中啟程往名古屋行駛。0時18分在通過66.4公里，即日本國鐵高山本線白川口車站附近的飛泉橋時，負責水位警戒的白川町消防團第二分團攔下第5車，勸告司機前方有洪水及落石的危險，不要再往前開。但因1號車至3號車已過橋，5號車司機仍決定繼續前進，6號車與7號車也跟進。第二批的8號至16號車聽從勸告，決定在白川口車站的廣場停車等待雷雨停歇。

### 事故發生

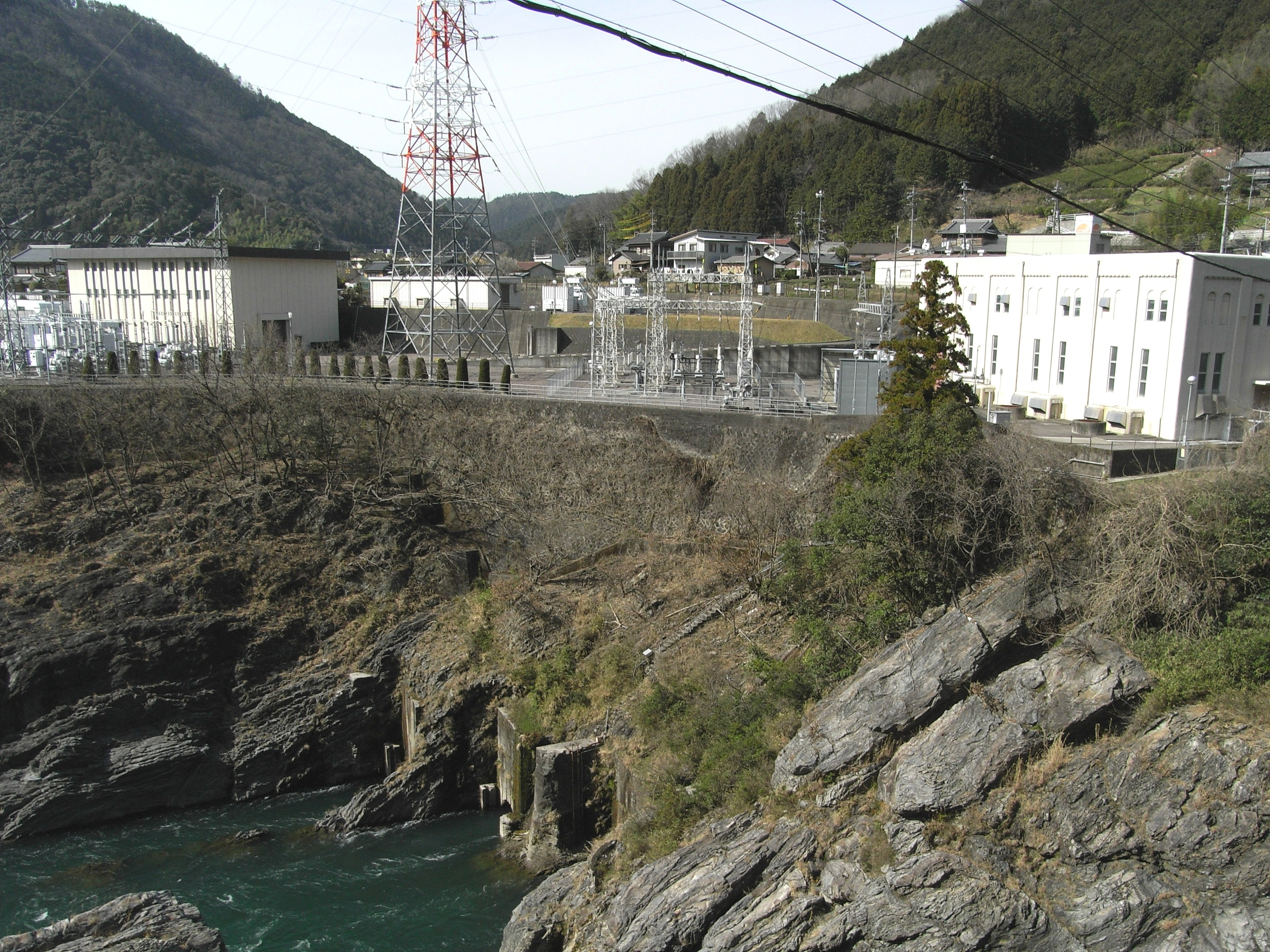
倖存者前往求援的上麻生發電廠。

第一批車隊在65.25公里處遇到小規模坍方，司機與導遊冒雨將土石清除後繼續前行，但過了上麻生水壩，到了64.17公里處遇到大規模坍方，已完全無法通行，司機想迴轉往白川口車站時，卻因道路有載運木材的大卡車佔據路面，巴士因此無法迴轉，於是1-3號車切至對向車道開始退行，5號車則變成車隊最前端。往後1時35分左右，64.8公里處也發生坍方，導致第一批6輛巴士與該路段其他車輛因而完全受困。
2時11分，64.3公里處發生坍方，高100公尺、寬30公尺，約250輛矿山自卸车載運體積的土石傾瀉而下，擊中5號、6號及7號車。7號車被推了1公尺，直到護欄擋住，但5號及6號車被土石推下15公尺深且水位暴漲的飛驒川河谷。30歲的5號車司機及同車20歲的導遊，和一名14歲乘客在巴士墜谷進水時即時逃出車外而奇蹟生還。
事故發生後，5號與6號車以外其他車的司機與導遊連忙引導乘客下車疏散，有4人冒險徒步穿過多處坍方，到對岸上麻生水壩向發電廠的值班人員求援，值班人員透過通訊線路向水壩管理本部報告，當地消防團及發電廠值班人員立即出動引導未受難的乘客到水壩的建築物內避難。岐阜縣警加茂警察署直到事故發生後的清晨5時40分才收到通報。清晨的電視新聞立刻播報此事故，全日本的焦點集中於此。

### 零水位作戰

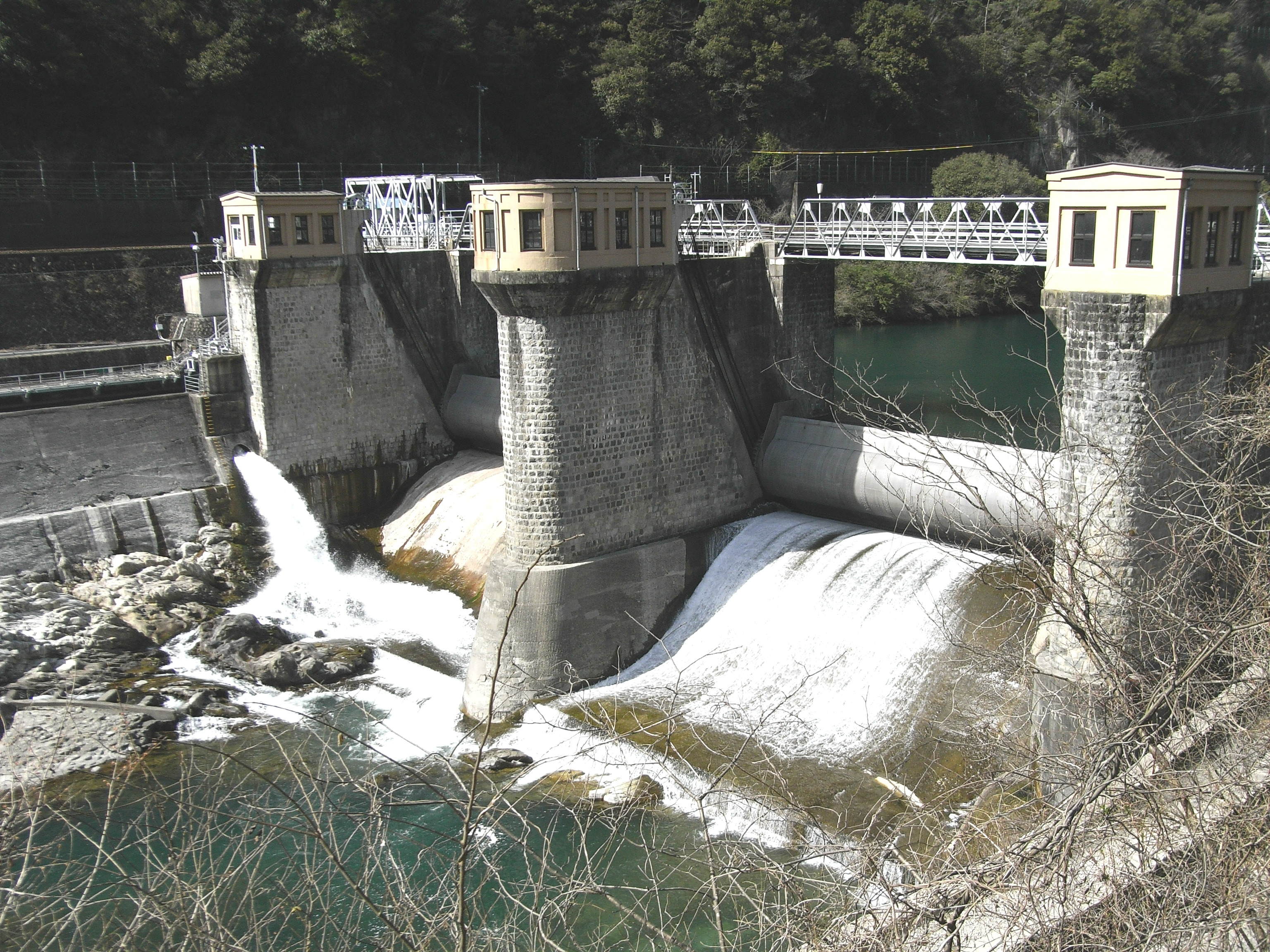
零水位作戰的主角——上麻生水壩

岐阜縣警動員其縣內的機動隊，加上消防團，以及陸上自衛隊支援的人力投入搜救行動，到了19日上午10時30分，離巴士墜落現場下游約300公尺處，發現5號車，車內3具兒童遺體，及墜落現場附近23具遺體。
由於事故現場是相當深且險峻的飛水峽河谷，且豪雨後水位上漲增加搜救難度，但失蹤者家屬殷切希望能找到親人，因此岐阜縣政府與警方、消防及陸上自衛隊等單位於21日深夜開會時提議「零水位作戰」，將水壩閘門全關不放水，藉以降低下游水位以利搜救。這個方案獲得共識，決定若上游沒有降雨，則於22日早上8時開始實施。同時陸上自衛隊豐川駐屯地的重機具部隊開拔到事故現場下游，準備墜河巴士的吊掛作業；海上自衛隊也從橫須賀基地派出潛水大隊連夜趕赴現場準備下水搜救。
零水位作戰如下：

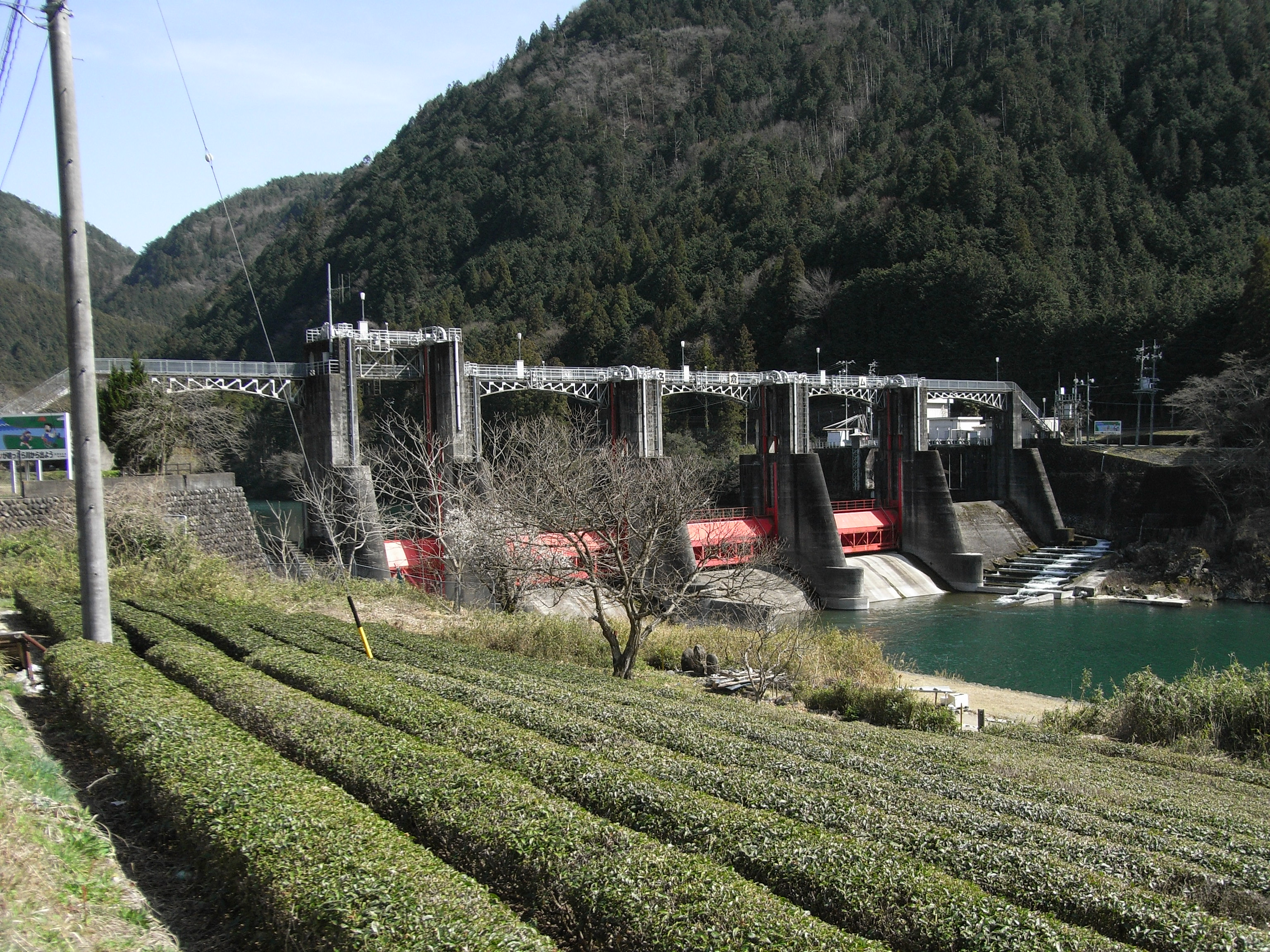
零水位作戰的另一要角——名倉水壩

- 上午8時：上麻生水壩的水閘門全開，將水壩儲水全放光，同時上游的名倉水力發電廠滿載運轉，以盡量消耗名倉水壩（日语：名倉ダム）處的蓄水。
- 上午9時50分：名倉水力發電廠發電機組急停機，開啟名倉水壩水閘門放流。
- 上午10時：上麻生水壩的水閘門全關，開始蓄水，同時讓上麻生水力發電廠滿載運轉，盡量消耗蓄水，減慢上麻生水壩內水位上升速度。

上麻生水壩水閘門全關後，水壩下游水位降到接近零，搜救人員在下游900公尺處發現部份車身陷在河底的6號車，但上午10時30分，因上麻生水壩已近滿水，為安全起見從河谷撤離搜救人員，水閘門再度開啟放水。同月23日及24日兩天再次進行零水位作戰，成功吊起6號車，6號車已嚴重扭曲變形，車頂及車內坐椅消失，僅發現一名兒童遺體。

### 後續搜救
考慮到乘客可能已被沖到下游，搜索行動往飛驒川下游擴大，為此將下游川邊水壩的人工湖湖水全部放光，投入1000名人力搜索。由於事故隔天於知多半島也發現罹難者遺體，因此擴大搜索人力，包括陸海空自衛隊員9141人，以及警察、消防、客運公司、名鐵集團員工等共36683人加入搜索，範圍包括飛驒川、木曾川及伊勢灣等水域，時間達1個月。最終找到了95具遺體，另外9人則未能尋獲。
由於搜索到的遺體大多難以辨識，且1960年代時尚未有DNA辨識技術，故發生數起辨認錯誤的情形。

## 司法訴訟
生還的5號車司機以及主辦單位《太太雜誌》的社長被依業務過失致死罪起訴，法院審理後認為該兩人已盡全力回避災害，判決無罪。
罹難者家屬組成「飛驒川巴士事故遺族會」，向主辦活動的《太太雜誌》、協辦活動的名鐵觀光服務，以及派出巴士的岡崎觀光汽車這三家公司求償，經半年多協調，於1969年（昭和44年）3月9日定案，三家公司合計損害賠償金額為4090萬日圓。
事發滿一年時，遺族會一致決定提出國家賠償的訴訟，1973年3月30日，名古屋地方法院一審判決認定國家過失6成、不可抗力4成，國家需賠償9300萬日圓。遺族會提出上訴，1974年11月20日，名古屋高等法院二審判決國家需賠償約4億日圓，由於兩造未再上訴，訴訟就此確定。

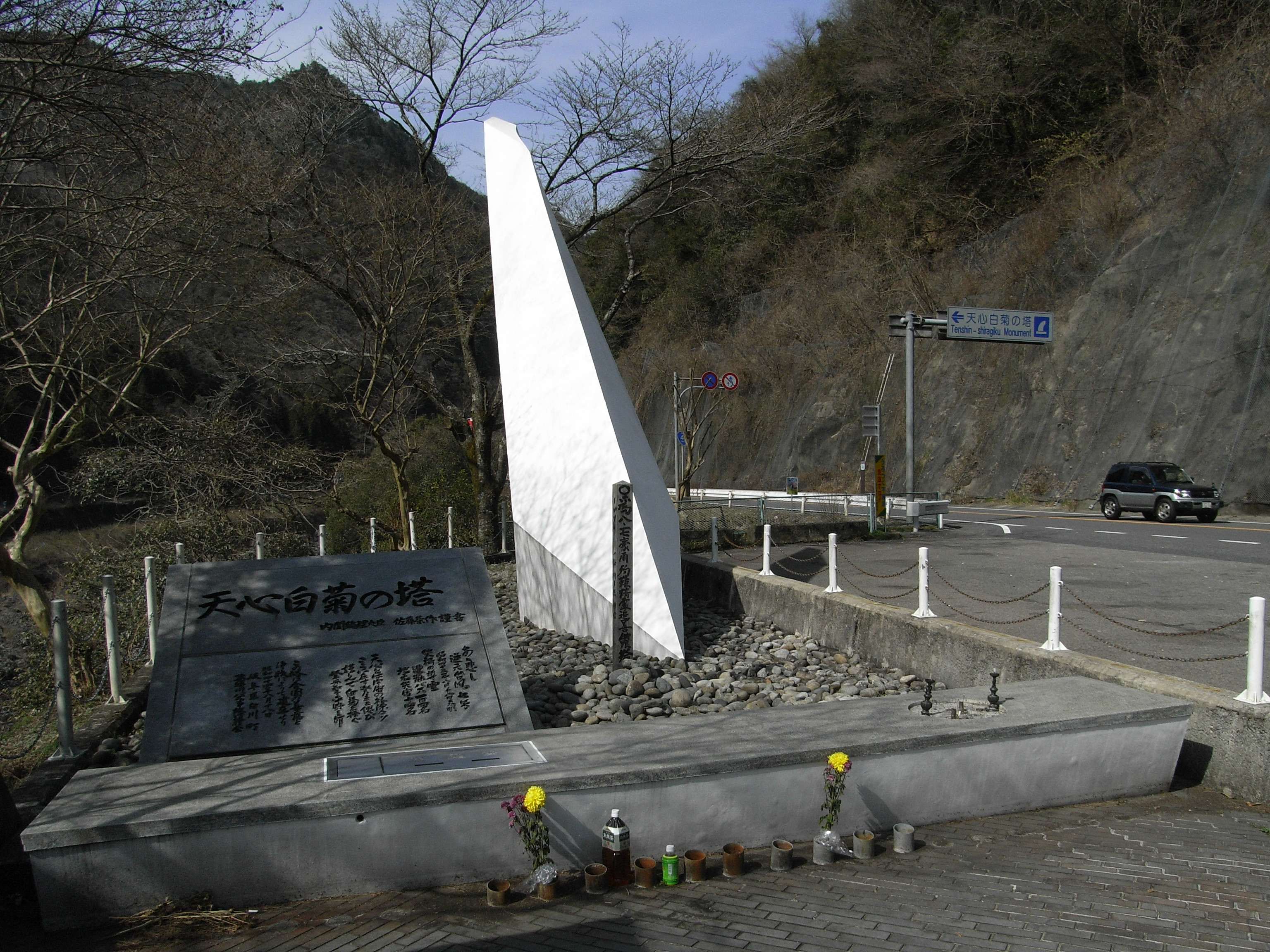
天心白菊之塔

## 紀念
事發地點下游約300公尺的國道41號路旁，由全國各地捐款集資設立天心白菊之塔（天心白菊の塔），此塔於事發滿一年的1969年8月18日追悼會正式揭幕，紀念碑文由當時的內閣總理大臣佐藤榮作題字，遺族會撰碑文，生還的14歲乘客也在追悼會朗讀給罹難母親的哀悼文。
天心白菊之塔落成後，每個月由附近中部電力上麻生發電廠的員工打掃。每年8月18日都會在這座塔舉行追悼會，但因為罹難者遺族大多年事已高，且司法訴訟程序都已完成，在2002年第33次追悼會舉行後，飛驒川巴士事故遺族會宣告解散。2008年事發40周年時，由白川町佛教會主持追悼會，部份遺族及白川町長、町議員共約60人參加。

## 補充

### 目擊者的回憶
事發當時的豪雨，猛烈程度連當地人都覺得前所未有。在2018年出現了一位名鐵公司的司機於1988年所寫的回憶錄。那位司機在2004年過世，時年69歲。他在事故當天，開著另一輛巴士，受困在現場附近。他描述了事故巴士被捲入飛驒川的過程：「前方的巴士突然發生了異常。車尾的紅色車燈略微向上移動，畫出一道弧線後向右下方消失在黑暗中。」

### 國鐵高山本線的狀況
離事故現場不遠的國鐵（現JR東海）高山本線白川口車站，由岐阜開往飛驒金山的下行普通列車在大雨中進站。史無前例的雨勢讓值班助理站長感到極度不安，而在事故發生的前一天晚上10點31分，決定讓列車暫停行駛。據說旅客們不滿旅程延遲而要求開車，但他堅決拒絕。後來發現在白川口車站附近發生兩處崩塌，一處距離車站約300公尺，另一處距離鷲原號誌站約1公里。
同時在下油井車站，值班助理站長擔心從高山開往美濃太田的上行普通列車的安全，聯絡飛驒金山站停駛該班列車。之後不久，前往附近查看的消防隊員告知下油井車站附近發生土石流。當時，高山本線尚未引進調度集中系統，如果這兩位站務人員沒有決定停駛列車，可能會發生嚴重事故。
結果高山本線總共有10處因土石流和淹水受損，上麻生站到白川口站之間停駛至9月12日。白川口站和下油井站的兩位助理站長及時採取正確行動，避免了事故發生，得到名古屋鐵道管理局的表揚，消防隊員也收到了感謝狀。

## 事故後對策
經過此事故的教訓，運輸省於一個月後開始對日本全國的公路實施總體檢，同時建立道路防災檢查制度，其中明定雨量大於一定範圍時需進行預警性封路，管制車輛駛入，封路雨量值由各地方政府決定。事發的國道41號加茂郡七宗町中麻生的上麻生橋到白川町的白川口路段會於連續降雨量達150毫米時封閉道路，是日本首先實施此措施的公路。
除了預警性封路，該路段也進行邊坡整治，加強邊坡的穩定性。另外國土交通省經多年研究後，於2018年3月計劃以長隧道開闢新線取代易落石坍方的該高風險路段，經費約為8000萬日圓。

## 類似事故
- 2010年蘇花公路遊覽車事故：發生於臺灣宜蘭縣，該年10月21日，因颱風侵襲的大豪雨，造成蘇花公路112至116公里多處坍方，沿線多輛車遭落石擊中，其中由創意旅行社包租的一輛中國大陸觀光團遊覽車遭沖入海底，造成26人罹難。

## 備註
1. ↑  白川口站與下油井站之間
2. ↑  因災害頻傳而聞名的高山本線，以地方路線罕見的速度很早就引進了調度集中系統－－但這場事故就發生在系統完工前一個半月。

## 外部連結
- 1968年ニュースダイジェスト（「ニコニコ動画」） （页面存档备份，存于）